# Literacy
Literacy (deutsch Literalität) bezeichnet Lesefähigkeit und Schreibfähigkeit, sowie die damit verbundene kulturelle Praktiken und die Methode des Lernens und Lehrens.

## OECD-Definition
In der Kompetenzforschung bezeichnet Literacy gemäß einer Definition der OECD die Lese- und Schreibkompetenz, d. h. die Fähigkeit, gedruckte und schriftliche Materialien in unterschiedlichen Zusammenhängen zu erkennen, zu verstehen, zu interpretieren, zu erstellen, zu kommunizieren und zu berechnen. Gemäß der OECD-Definition umfasst Lese- und Schreibkompetenz ein ganzes Spektrum von Lernprozessen, die den Einzelnen in die Lage versetzen, seine Ziele zu erreichen, sein Wissen und sein Potenzial zu entwickeln und uneingeschränkt an seiner Gemeinschaft und der Gesellschaft im weiteren Sinne teilzuhaben. Literacy wird als Kompetenz verstanden, die sich über die gesamte Lebensspanne entwickeln kann.

## Lesen und Schreiben lernen
In der Elementarpädagogik steht Literacy für „das Heranführen der Kinder an Literatur im Vorschulalter“. Dazu gehören zum Beispiel Fähigkeiten im Umgang mit Büchern bzw. Bilderbüchern, Bewusstsein über die Funktionen von Schrift, erste Buchstaben-Laut-Verbindungen, sprachliches Abstraktionsvermögen und Freude am Umgang mit Schrift. Der eingedeutschte Begriff Literacy entspricht in diesem Sinn dem Englischen emergent literacy.
Traditionell bezieht sich Literacy eher auf Printmedien. Andere Formen werden meist genauer beschrieben, zum Beispiel visual literacy (Bild, Grafik) oder Film-Literacy.
Die Schulung von Literacy wird als Aufgabe der vorschulischen Bildung und Erziehung in Kindertageseinrichtungen angesehen.

## Voraussetzungen
Voraussetzung für die Literacy-Erziehung ist insbesondere eine förderliche Raumgestaltung in den Kindertageseinrichtungen, d. h. zum Beispiel hochwertiges und ansprechendes Material und einladende Leseecken. Außerdem ist ein motivierendes Gesprächsverhalten der Bezugspersonen wichtig. Die Zusammenarbeit der Einrichtungen mit Bibliotheken und den Erziehungsberechtigten wird empfohlen. Zur Einschätzung und Verbesserung der Literacy-Arbeit in Einrichtungen wurde vom Staatsinstitut für Frühpädagogik in München ein umfangreicher Fragebogen entwickelt.

## Literacy-Aktivitäten
Literacy-förderliche Aktivitäten sind zum Beispiel: Bilderbuchbetrachtungen, Lieder, Reime und Fingerspiele sowie Rollen- und Theaterspiele. Auch im Alltag gibt es etliche Möglichkeiten zur Literacy-Förderung, beispielsweise auf die Bedeutung von Beschilderungen hinweisen, gemeinsam Einkaufszettel schreiben oder den eigenen Namen schreiben.